# Busch Gardens Williamsburg
Busch Gardens Williamsburg, noto in precedenza come Busch Gardens Europe e Busch Gardens: The Old Country, è un parco a tema di Williamsburg in Virginia, basato su varie località famose degli Stati europei.

## Storia
A partire dall'inizio degli anni '70, il Busch Gardens è stato sviluppato da Anheuser-Busch (AB) come parte dell'investimento di sviluppo dell'azienda nell'area di Williamsburg, che è cresciuta fino a includere un birrificio, il Kingsmill Resort, oltre a residenze e uffici proprietà. Fu inaugurato nel 1975 come Busch Gardens: The Old Country.
Il produttore di birra con sede a Saint Louis ha investito nell'area in seguito ai negoziati tenuti tra August Busch II e Winthrop Rockefeller, che era sia governatore dell'Arkansas che presidente della Colonial Williamsburg negli anni '60 e '70.
A cavallo fra il XX e il XXI secolo, come produttore di birra, AB si è trovata a competere in un mercato sempre più globale. Nel 2008, dopo aver inizialmente resistito a un'offerta di azioni non richiesta, AB ha annunciato di aver raggiunto un accordo per essere acquisita dall'ancora più grande InBev, con sede in Belgio. I nuovi proprietari hanno annunciato l'intenzione di vendere le parti delle attività di AB che non facevano parte del core business delle bevande con l'intento di ridurre il debito contratto per finanziare l'acquisizione.
Il Blackstone Group è stato selezionato alla fine del 2009 per acquisire e gestire i 10 ex parchi a tema AB, di cui due nell'area di Williamsburg. Nel luglio 2010, l'adiacente Kingsmill Resort doveva essere acquisito da Xanterra Parks and Resorts, una società di proprietà di Philip Anschutz, con sede a Denver.
Nel 2020, la pandemia di COVID-19 ha posticipato l'apertura del parco, infatti è rimasto chiuso fino al 6 agosto 2020 e quando è stato riaperto, ha offerto un evento speciale completamente nuovo: sottobicchieri e birre artigianali. Il nuovissimo evento speciale prevedeva una capacità limitata, richiedeva prenotazioni anticipate e misurazione della temperatura degli ospiti all'arrivo e villaggi selezionati del parco. Con il progredire della pandemia, il parco ha continuato a ospitare eventi speciali a capacità limitata, tra cui Taste of Busch Gardens Williamsburg, Halloween Harvest (al posto di Howl-O-Scream), Christmas Celebration (al posto di Christmas Town), Winter Weekends, e Mardi Gras.
A partire da gennaio 2021, il parco è entrato in funzione tutto l'anno. La precedente stagione operativa dei Busch Gardens Williamsburg andava da fine marzo a inizio gennaio. I fine settimana invernali e gli eventi a capacità limitata del Mardi Gras sono eventi che hanno consentito per la prima volta di aprire il parco durante i mesi invernali.
Il Giardino è aperto tutti i giorni dalle 10:00 alle 18:00.

## Panoramica

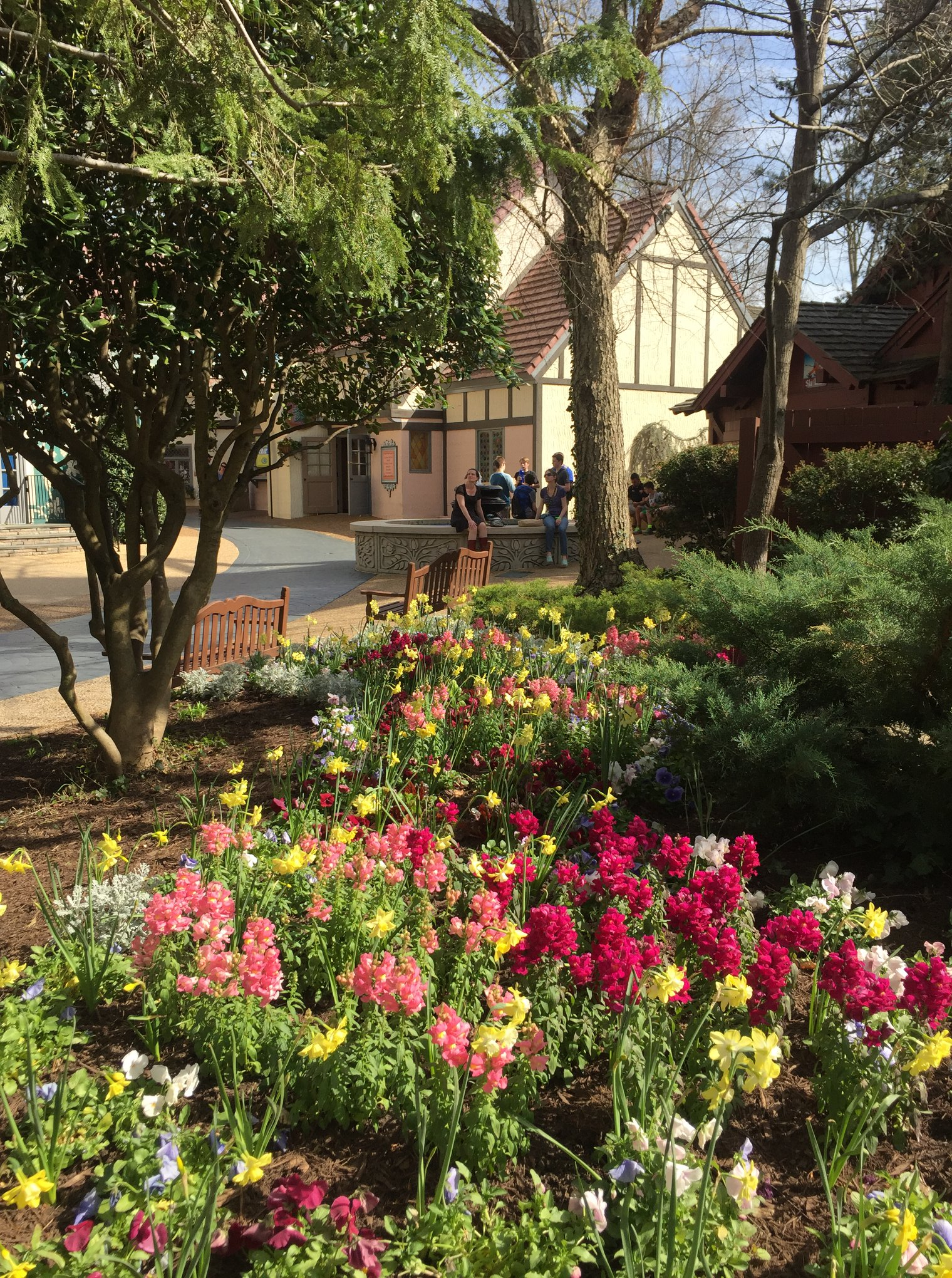
Rhinefeld in primavera

Il parco offre una combinazione di montagne russe e spettacoli in stile Broadway ed è suddiviso in "Stati", ognuno con il suo stile unico di cibo e musica. Anche le attrazioni nelle sezioni del parco sono a tema dello Stato in cui si trovano. Il parco è suddiviso in diversi borghi:
- Banbury Cross (Inghilterra)
- Heatherdowns (Scozia)
- Sesame Street Forest of Fun
- Killarney (Irlanda)
- San Marco (Italia)
- Festa Italia (Italia)
- Rhinefeld (Germania renania)
- Land of the Dragons
- Oktoberfest (Germania bavarese)
- Aquitania (Francia)
- Nuova Francia (Canada coloniale francese)